# Nowhere Man (EP)
Nowhere Man är en EP-skiva av den brittiska rockgruppen The Beatles, utgiven den 8 juli 1966. Alla sånger på EP-skivan finns med på gruppens sjätte studioalbum, Rubber Soul.

## Låtlista
- Alla sånger är skrivna av John Lennon och Paul McCartney.

| 1. | "Nowhere Man"  | John Lennon                 | 2:44 |
| 2. | "Drive My Car" | John Lennon, Paul McCartney | 2:25 |

| 1.           | "Michelle"         | Paul McCartney | 2:40  |
| 2.           | "You Won't See Me" | Paul McCartney | 3:22  |
| Total längd: | Total längd:       | Total längd:   | 11:11 |